# Kemerovói terület
A Kemerovói terület (oroszul Ке́меровская о́бласть — Кузба́сс, ejtsd: Kemerovszkaja Oblaszty  — Kuzbasz, tatár nyelven Кемерово өлкәсе, csuvas nyelven Ке́мĕр о́блаçĕ) az Oroszországi Föderáció tagja. Székhelye Kemerovo. Határos a Tomszki területtel, a Novoszibirszki területtel, az Altaji határterülettel, a Krasznojarszki határterülettel, az Altaj köztársasággal és Hakaszfölddel. 2010-ben népessége 2 763 135 fő volt.

## Népesség
A lakosság döntő többsége orosz nemzetiségű, de szép számban lakják tatárok, németek, ukránok, csuvasok, sórok és más nemzeti kisebbségek is. Valamikor jelentős mordvin kisebbség is lakta. A mordvinok, csuvasok, németek, ukránok és fehéroroszok száma az elmúlt ötven év alatt drasztikusan megfogyatkozott.
- 1959-ben 2 785 906 lakosából 2 386 468 orosz (85,66%), 109 544 ukrán (3,93%), 67 382 tatár (2,42%), 65 041 német (2,33%), 36 173 csuvas (1,3%), 26 861 mordvin (0,96%), 24 478 fehérorosz (0,88%), 13 670 sór (0,49%).
- 1989-ben 3 171 134 lakosából 2 870 125 orosz (90,51%), 65 245 ukrán (2,06%), 63 116 tatár (1,99%), 47 990 német (1,51%), 24 372 csuvas (0,77%), 19 294 fehérorosz (0,61%), 13 894 mordvin (0,44%), 12 585 sór (0,4%).
- 2002-ben 2 899 142 lakosából 2 664 816 orosz (91,92%), 51 030 tatár (1,76%), 37 622 ukrán (1,3%), 35 965 német (1,24%), 15 480 csuvas (0,53%), 11 554 sór (0,4%), 10 715 fehérorosz (0,37%), 7 221 mordvin (0,25%).
- 2010-ben 2 763 135 lakosából 2 536 646 orosz (91,8%), 40 229 tatár (1,46%), 23 125 német (0,84%), 22 156 ukrán (0,8%), 10 672 sór (0,39%), 9 301 csuvas (0,34%), 6 049 fehérorosz (0,22%), 3 932 mordvin (0,14%).

## Politika, közigazgatás
A Kemerovói terület élén a kormányzó áll:
- Aman Gumirovics Tulejev: 1997. július 1. – 2018. április 1.

A több mint 20 éven át kormányzó Aman Tulejev 73 évesen, a kemerovói üzletközpont 2018. március 25-ei tragikus tűzvésze után egy héttel lemondott hivataláról. Egészségi állapota miatt már korábban is várható volt nyugdíjazása.
- Szergej Jevgenyjevics Civiljov: 
  - 2018. április 1. – Vlagyimir Putyin elnök ideiglenes jelleggel – a következő választásig (2018. szeptember) – mb. kormányzónak nevezte ki. Alig egy hónappal korábban lett a kormányzó gazdasági ügyekben illetékes helyettese; egyesek már akkor az idős kormányzó utódjaként emlegették. A Kolmar nevű jakutföldi szénipari holding főrészvényese.[3][4]
  - Kormányzónak megválasztva 2018. szeptember 9-én.[5]

## Városok
A Kemerovói terület városai a következők, a városi rang elnyerésének évével, a 2010. évi népességgel:
| Magyar név          | Orosz név         | Rang  | Mióta | Lélekszám |
| ------------------- | ----------------- | ----- | ----- | --------- |
| Novokuznyeck        | Новокузнецк       | város | 1931  | 547 904   |
| Kemerovo            | Кемерово          | város | 1925  | 532 981   |
| Prokopjevszk        | Прокопьевск       | város | 1931  | 210 130   |
| Mezsdurecsenszk     | Междуреченск      | város | 1955  | 101 678   |
| Leninszk-Kuznyeckij | Ленинск-Кузнецкий | város | 1925  | 101 666   |
| Kiszeljovszk        | Киселёвск         | város | 1936  | 98 365    |
| Jurga               | Юрга              | város | 1949  | 81 533    |
| Belovo              | Белово            | város | 1938  | 76 764    |
| Anzsero-Szudzsenszk | Анжеро-Судженск   | város | 1931  | 76 646    |
| Berjozovszkij       | Берёзовский       | város | 1965  | 47 279    |
| Oszinnyiki          | Осинники          | város | 1938  | 46 001    |
| Miszki              | Мыски             | város | 1956  | 43 038    |
| Mariinszk           | Мариинск          | város | 1856  | 40 526    |
| Topki               | Топки             | város | 1933  | 28 641    |
| Poliszajevo         | Полысаево         | város | 1989  | 27 624    |
| Tajga               | Тайга             | város | 1925  | 25 331    |
| Gurjevszk           | Гурьевск          | város | 1938  | 24 817    |
| Tastagol            | Таштагол          | város | 1963  | 23 134    |
| Kaltan              | Калтан            | város | 1959  | 21 892    |
| Szalair             | Салаир            | város | 1941  | 8 262     |

## Járások
A közigazgatási járások neve, székhelye és 2010. évi népességszáma az alábbi:
| Magyar név                 | Orosz név               | Székhely            | Lélekszám |
| -------------------------- | ----------------------- | ------------------- | --------- |
| Belovói járás              | Беловский район         | Belovo              | 30 204    |
| Csebulai járás             | Чебулинский район       | Verh-Csebula        | 16 348    |
| Gurjevszki járás           | Гурьевский район        | Gurjevszk           | 10 617    |
| Izsmorszkiji járás         | Ижморский район         | Izsmorszkij         | 13 517    |
| Jajai járás                | Яйский район            | Jaja                | 20 383    |
| Jaskinói járás             | Яшкинский район         | Jaskino             | 30 856    |
| Jurgai járás               | Юргинский район         | Jurga               | 22 448    |
| Kemerovói járás            | Кемеровский район       | Kemerovo            | 45 459    |
| Krapivinszkiji járás       | Крапивинский район      | Krapivinszkij       | 24 533    |
| Leninszk-kuznyeckiji járás | Ленинск-Кузнецкий район | Leninszk-Kuznyeckij | 23 760    |
| Mariinszki járás           | Мариинский район        | Mariinszk           | 17 285    |
| Mezsdurecsenszki járás     | Междуреченский район    | Mezsdurecsenszk     | 2 268     |
| Novokuznyecki járás        | Новокузнецкий район     | Novokuznyeck        | 50 681    |
| Prokopjevszki járás        | Прокопьевский район     | Prokopjevszk        | 31 442    |
| Promislennajai járás       | Промышленновский район  | Promislennaja       | 50 106    |
| Tastagoli járás            | Таштагольский район     | Tastagol            | 31 895    |
| Topki járás                | Топкинский район        | Topki               | 16 246    |
| Tyazsinszkiji járás        | Тяжинский район         | Tyazsinszkij        | 25 597    |
| Tyiszuli járás             | Тисульский район        | Tyiszul             | 25 045    |